# Carnavalul Brazilian
Carnavalul Brazilian (în portugheză Carnaval do Brasil) este un festival anual care are loc de vineri până în marțea de dinainte de Miercurea Cenușii, care marchează intrarea în Postul Mare. În timpul postului creștinii se abțin de la consumul cărnii și peștelui, de aici vine și termenul "carnaval", de la carnelevare, "a înlătura carnea." Carnavalul are rădăcini în festivalul păgân Saturnalia, care, adoptat la catolicism a devenit un rămas bun de la lucrurile lumești, înainte de post.

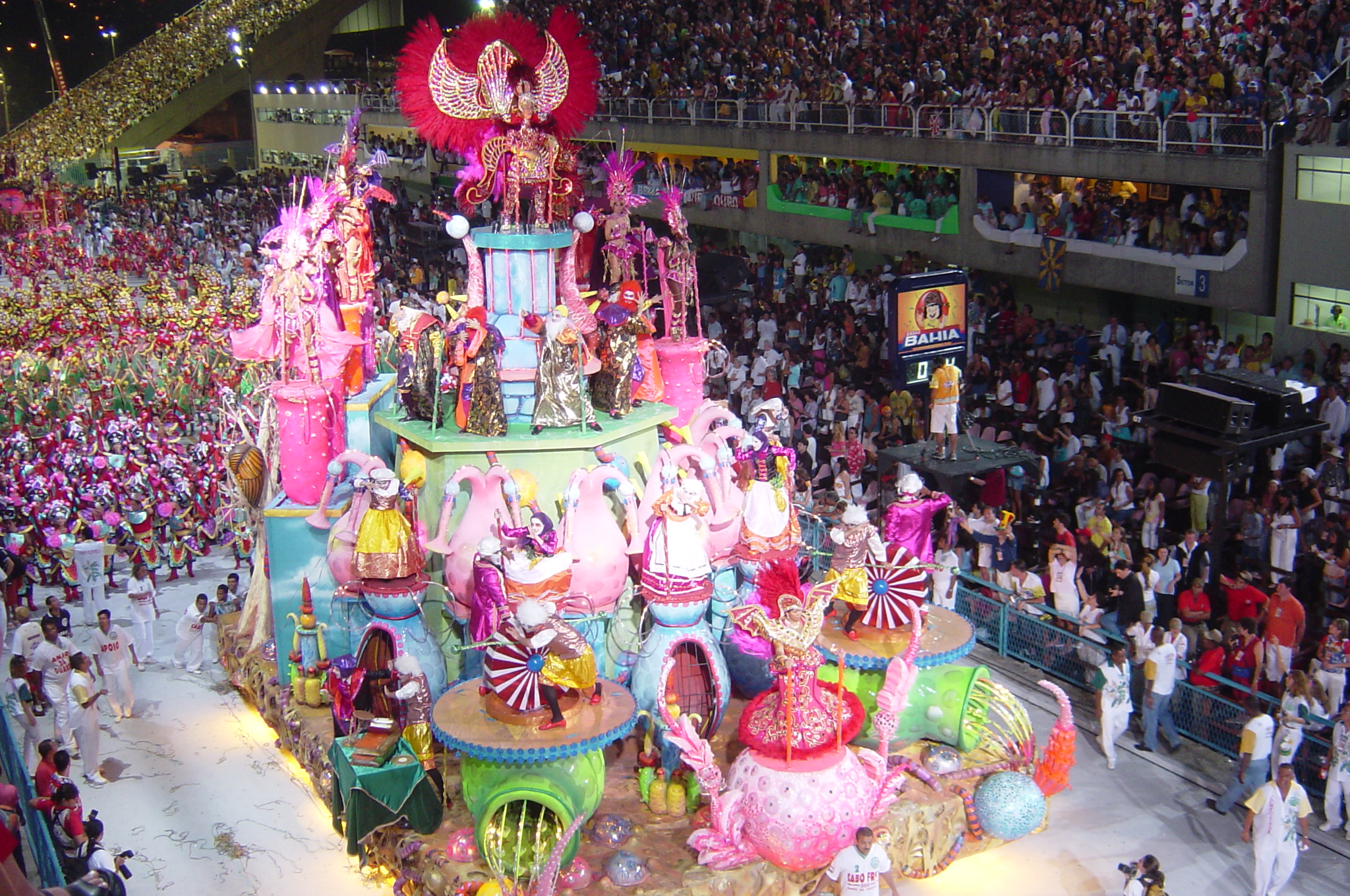
O școală de samba pe Sambadromul, la carnavalul din 2004

Carnavalul e caracterizat prin ritm, participare, și costumuri diverse de la o regiune la alta a Braziliei. În orașele sudice Rio de Janeiro, São Paulo și Vitória, sunt organizate parade imense ale școlilor de samba. Aceste parade oficiale sunt destinate pentru a fi urmărite de public, în timp ce alte parade mai mici ("blocos") ce permit chiar și participarea publicului, pot fi întâlnite în alte orașe cum ar fi Recife, Olinda, Salvador și Porto Seguro. Acest carnaval de asemenea e influențat de cultura africano-braziliană.
Carnavalul este cea mai renumită sărbătoare din Brazilia și a devenit un eveniment de mari proporții. Cu excepția producției industriale, a unităților de comercializare cum ar fi mall-urile, și alte afaceri legate de carnaval, țara se oprește complet intrând într-o săptămână de festivităț intense, zi și noapte, mai ales în orașele de pe litoral. Rio de Janeiro's carnival alone drew 4.9 million people in 2011, with 400,000 being foreigners.

## Istoric
Carnavalul brazilian provine de la analogul portughez al lui Shrovetide - divertisment stradal, în timpul căruia băieții obraznici au turnat apă unul pe celălalt, s-au spălat cu făină și funingine, au aruncat ouă putrezite etc. Carnavalul portughez a avut loc în ajunul Postului Mare în calendarul catolic, adică în perioada de răscumpărare, care a simbolizat eliberarea - acest aspect a fost perceput de carnaval.
Carnavalul portughez, introdus în Brazilia în secolul al XVII-lea, în secolul al XIX-lea a preluat influența carnavalilor din alte țări europene - Italia și Franța. De atunci, vacanța câștigă ritm și atinge aproape toate părțile din Brazilia. . An după an, dansurile și cântecele devin mai bogate, apar noi melodii și ritmuri, cum ar fi marșurile celebre. Din Rio, tradiția de parade de carnaval de școli samba se extinde și în alte orașe și se înrădăcinează mai ales în São Paulo. Cu toate acestea, tradiția de carnaval din stradă nu dispare, în care toată lumea poate participa.